# Auditorium Building

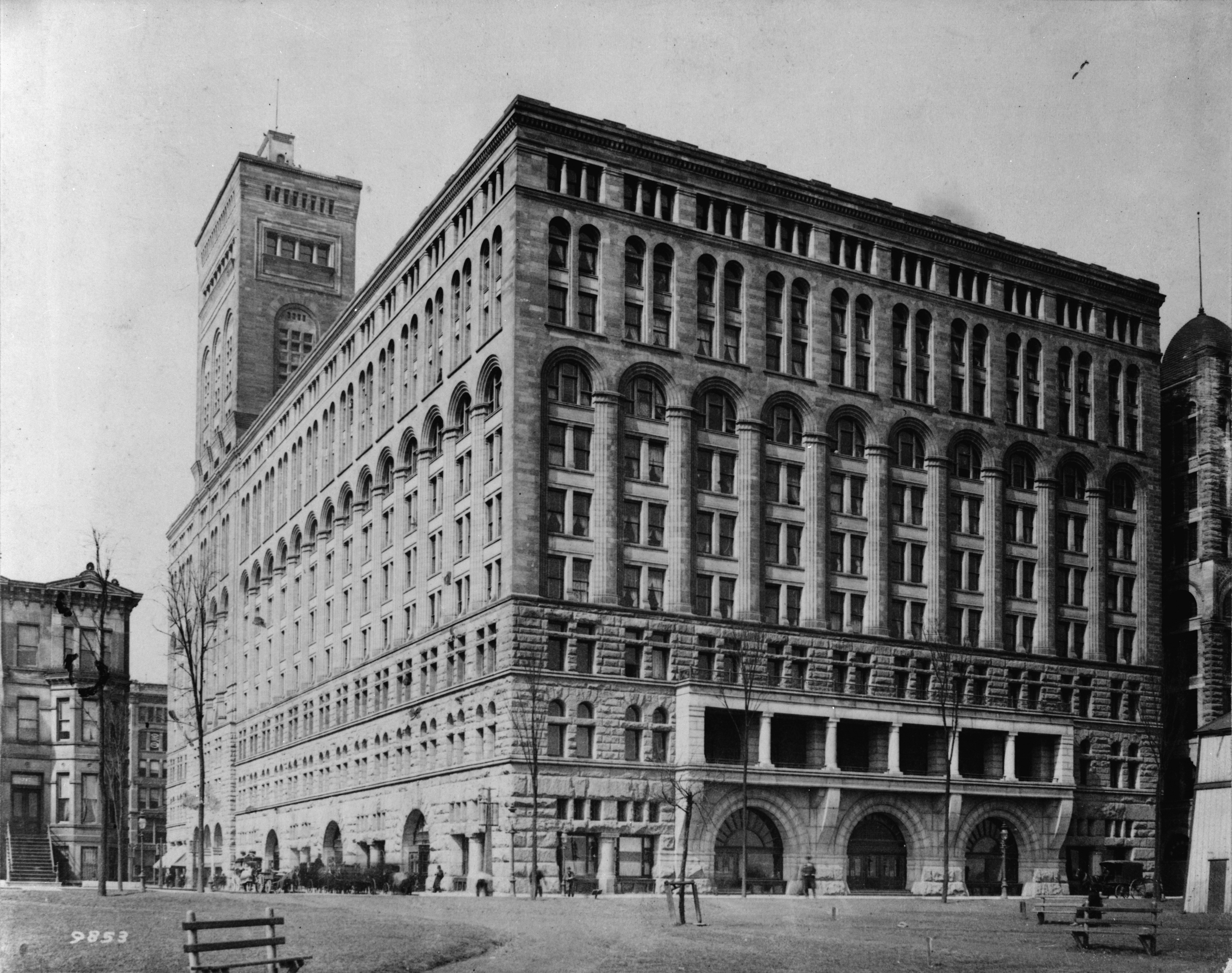
Auditorium Building w 1890 roku

Auditorium Building – budynek w Chicago zaprojektowany przez Louisa H. Sullivana i Dankmara Adlera i oddany do użytku w 1889 roku. W XIX wieku budynek był najbardziej znanym na świecie budynkiem w Chicago, stanowił również symbol odbudowy miasta po wielkim pożarze  w 1871 roku oraz jego bogactwa, kulturalnych aspiracji i kreatywności. Ponadto, dzięki swojej 17-piętrowej wieży, budynek był w momencie swojego powstania, najwyższym punktem miasta.
Auditorium Building został zaplanowany przede wszystkim jako stała scena operowa. Utrzymanie tej sceny miały zapewniać mieszczące się w tym samym budynku lokalizacje komercyjne (biura, hotel itp.). Budowę rozpoczęto w 1886 roku, natomiast otwarcie budynku nastąpiło 9 grudnia 1889 roku. Uczestniczyli w nim Benjamin Harrison i Levi Morton a także burmistrz Chicago i gubernator Illinois, śpiewaczka Adelina Patti zaśpiewała Home Sweet Home, zagrano także muzykę Haydna i Händla i zaprezentowano poezję Harriet Monroe.

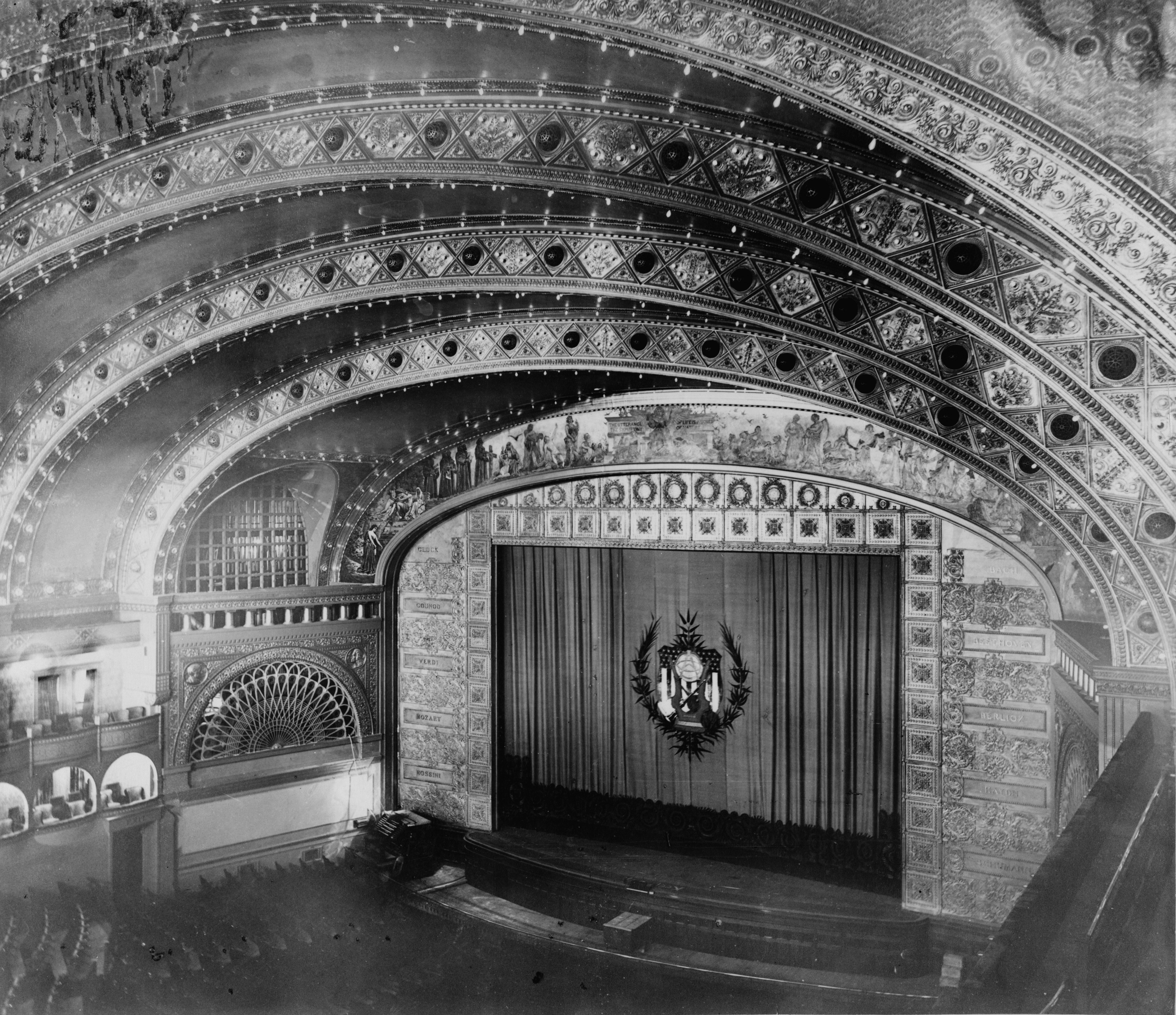
Scena w Auditorium Building (1890)

Ukończony budynek mieścił w sobie scenę z widownią liczącą 4237 osób, a ponadto hotel (liczący 400 pokoi) oraz 136 biur. Jest masywny, z zewnątrz udekorowany motywami z zakrzywionych linii, na dekorację wnętrza składają się m.in. pokryte roślinnym ornamentem łuki, silnie oświetlone. Scenę charakteryzuje świetna akustyka.
W 1975 roku został wpisany na listę National Historic Landmark.